# La Neuville-en-Tourne-à-Fuy
La Neuville-en-Tourne-à-Fuy är en kommun i departementet Ardennes i regionen Grand Est (tidigare regionen Champagne-Ardenne) i nordöstra Frankrike. Kommunen ligger  i kantonen Juniville som ligger i arrondissementet Rethel. År 2022 hade La Neuville-en-Tourne-à-Fuy 531 invånare.

## Befolkningsutveckling
Antalet invånare i kommunen La Neuville-en-Tourne-à-Fuy
Referens: INSEE